# Болеслав Біскупський
Болеслав Павел Біскупський (пол. Bolesław Paweł Biskupski; 19 липня 1888, Коломия — 4 лютого 1970, Белу-Оризонті, Бразилія)  — коломийський підприємець та інженер польського походження. Разом з братом Каролем  — співвласник заводу Біскупських у міжвоєнний період.

## Життєпис
Народився Болеслав Біскупський 19 липня 1888 року в Коломиї в родині засновника фабрики сільськогосподарських машин, ветерана Січневого повстання Любіна Біскупського та Мальвіни Біскупської з роду Кжижановських.
У 1900 —1908 роках навчався в Коломийській польській гімназії. У 1909 —1912 роках здобував освіту у Львівській політехніці, де був другим заступником голови товариства Кола механіків-слухачів, очільником туристичного відділення та членом комісії вакаційних практик.
Ще у звіті діяльності товариства «Сокіл» за 1885 —1925 роки згадується Болеслав Біскупський як учасник Сокілького окружного з'їзду, що проходив 28 і 29 червня 1908 року.
Був учасником 1-го загального з’їзду самостійницької молоді середніх шкіл у Львові 2 лютого 1910 року.
З осені 1909 р.  — член таємного штабу Товариства польського військового у Львові під псевдонімом «Кароль Буржинський». У 1909 —1910 роках був викладачем муштри і тактики в інструкторській школі цієї організації. Розробив перший польський військовий посібник «Муштровий регламент» (Львів, 1910). Потім до жовтня 1911 р.  — співробітник штабу таємного Війська Польського. Одночасно виконував обов’язки заступника коменданта Львівського округу. У 1910 р. обіймав також посаду коменданта інструкторської школи; він читав там лекції про правила муштри. Із 7 травня 1911 року також перебував у складі окружного штабу. У період з 15 жовтня 1911 р. по 27 квітня 1912 р.  — комендант 1-го ПДС у Львові. 29 листопада він отримав найвище звання в цій організації – курсанта. З 15 лютого 1913 р.  — начальник штабу Верховної Ставки. Він також був членом спільного регламентного комітету PDS і Стрілецької асоціації. З газети «Nowa Reforma» за 10 травня 1914 року відомо, що він став заступником очільника зв'язку польських стрілецьких дружин під час з'їзду 26 квітня того ж року у Львові.
Під час Першої світової війни в 1914 році був мобілізований до австро-угорської армії, брав участь у бойових діях на російському фронті. У 1915 році потрапив у російський полон, де перебував до 1918 року. Там заснував польську читальню в Царицино.
У 1918 р. співпрацював з Військовою комісією у Варшаві, потім служив у Війську Польському. У 1921 році звільнений у запас. Присвоєно звання лейтенанта запасу піхоти 1 червня 1919 року.
За даними видання «Przeglad przemysłowo-handlowy» за 1 березня 1921 року, була створена акційна спілка під назвою «Biskupscy Bracia, Fabryka Maszyn I Odlewnia Sp. Akc.» з початковим капіталом 10000 польських марок, поділеним на 20 акцій по 500 польських марок кожному акціонеру. До акціонерів увійшов і Болеслав Біскупський.
Починаючи з початку 1920-х років, Болеслав Біскупський активно долучається до політичного життя міста: у львівській газеті «Gazeta
Poranna» за 23 червня 1924 року є повідомлення про те, що інженер Болеслав Біскупський взяв участь у зібранні промисловців, яке проходило в залі міської ради, де виголосив промову про стан промисловості в Коломийському повіті.
Станом на середину 1920-х років Болеслав Біскупський, як директор заводу, був одним з двох присяжних громадських суддів із питань торгівлі та промислу при Окружному суді в Коломиї, викладачем філії чоловічої промислової школи імені Яна Собєського, яка містилася на вул. Мазепи, 4, членом Польської повітової народної організації та Товариства ремісників «Gwiazda».
Як повідомляє газета «Право рільника» за 3 червня 1928 року, Болеслав Біскупський став членом Регіонального комітету при старостві. Місцева газета «Tygodnik Pokucki Zjednoczenie» за 13 листопада 1932 року зазначила про членство Болеслава Біскупського в правлінні Коломийського староства, а газета «Nasz Głos» за 4 листопада 1932 року засвідчила про членство останнього в Банку крайового господарства.
Місцева газета «Tygodnik Pokucki Zjednoczenie» за 3 грудня 1933 опублікувала список кандидатів у депутати міської ради, куди увійшов і Болеслав, у 1934 році став депутатом магістрату, про що свідчать місцеві газети після 1933 року. 
Станіславівська газета «Nasz Głos» за 6 жовтня 1934 року оприлюднила список членів Воєводської Головної Господарської Виборчої Комісії до Промислово-торгової Палати у Львові з осідком у Станіславові, куди увійшов Болеслав як другий заступник секретаря, а львівська газета «Krzyk» за 1 грудня 1934 року повідомила про його членство в промисловому відділі Промислово-торгової палати у Львові. Згідно з газетою «Głos Pokucia» за 2 квітня 1939 року, брати Біскупських стали очільниками промислової секції будови «Ścigacz Ziemi Stanisławowskej» при міській раді.
Після початку Другої світової війни фабрика Біскупських була націоналізована, а 11 квітня 1940 року Болеслав був заарештований у Коломиї. 11 червня 1940 року Болеслава і брата Кароля перевезли до тюрми в Станіславові. 26 липня 1940 року їх обох вивезли до Києва, а звідти машиною до Луб'янки. Згодом Болеслава вислали в табір у місті Котлас (зараз - Російська Федерація), потім перевели в Бузулук. Після підписання угоди Сікорського-Майського (30.07.1941) був звільнений. У СРСР вступив до Війська Польського, був у штабі в місті Янгіюль, з яким перебрався на Близький Схід. Потім служив у 2-му польському корпусі.
У 1946 році разом зі своєю родиною Болеслав емігрував до Бразилії, де в 1954 році заснував підприємство з промислового перевезення, промислового оснащення і переміщення важких вантажів «Máquinas Bolbi Ltda».
Помер 4 лютого 1970 року в місті Белу-Оризонті.

## Нагороди
- Кавалер Хреста Незалежності (06.02.1932)[23]
- Кавалер Медаля Незалежності (23.04.1938)[24]
- Хрест Монте-Кассіно (1944)[25]